# Cultura de la violació
La cultura de la violació és el conjunt de prejudicis, pràctiques, actituds i discursos emparat per les ideologies, creences i estructures de poder patriarcals que legitimen, normalitzen i promouen les relacions asimètriques entre gèneres i, particularment, la violència i els abusos sexuals. Una de les pràctiques més comunes és justificar la violació d’una dona culpabilitzant-la de l’agressió pel fet d’haver provocat inevitablement l’home per la manera com anava vestida, l’hora i el lloc on era, etc. L'ONU, que destaca la dificultat de desterrar-la pel seu caràcter omnipresent i arrelat, considera que el primer pas per aconseguir-ho és identificar-la com a tal. Entre les diverses mesures que proposa per posar fi a la cultura de la violació, es disposa fomentar la cultura del consentiment.

## Àmbit
Es considera cultura de la violació a tota cultura, en una societat i època determinades, a la qual la violació és acceptada i normalitzada a la pràctica social i culturalment a causa d'actituds sobre el gènere i la sexualitat. Aquesta expressió és d'ús generalitzat des del 2012 per designar a qualsevol cultura que permet desacreditar, responsabilitzar o culpabilitzar les persones agredides, que representen el cos femení com a disponible ("violable") mentre que el d'un home no ho és, i també la glamurització i la banalització de la violència. Aquesta cultura es perpetua i normalitza a través del llenguatge misogin. Països d'Europa i Amèrica del nord han estat acusats de tenir cultures de violació.
Aquesta cultura provoca que, tot i gaudir d'unes lleis escrites suposadament igualitàries, a la pràctica es promogui el masclisme i la violència envers les dones. Està tan arrelada a la societat catalana, entre d'altres, que es fa invisible i es legitima. Així, la violació, i les agressions contra les dones en general, es permeten, consenteixen i normalitzen socialment i inclòs a l'àmbit judicial. Un altre tret distintiu d'aquesta cultura és el no reconeixement que el violador pot ser qualsevol persona, que de fet solen ser pares de família, coneguts i estimats per les seves víctimes i veïnat, i no que es tracten de casos aïllats perpetrats per malalts mentals. A Catalunya, segons les estadístiques dels mossos d'esquadra, el 100% de violadors són homes.
La cultura de la violació implica tot un sistema i totes aquelles persones que normalitzen el delicte. Ho és també tot sistema judicial patriarcal que negui el valor de la paraula a la dona, la qüestioni o la interpel·li des de la culpabilitat. Així, permet convertir en culpable la dona que ha patit l'abús i en canvi confraternitza amb els violadors: qüestiona la dona abans, durant i després de l'agressió amb l'única finalitat de justificar el violador.

## Causes
El micromasclisme és el masclisme socialment acceptat i, malgrat el nom, no té res de petit. La cultura de la violació és conseqüència del masclisme personal, social i cultural, i com a tal menysprea i infravalora les dones, i perpetua uns estereotips de gènere que atempten contra la llibertat de les dones.
Per tant, la cultura de la violació és un símptoma i una mostra més de masclisme en aquesta cultura i societat. El discurs de la cultura de la violació posa el focus en la dona. És ella qui ha de demostrar la culpabilitat del violador perquè preval la idea que ella és la responsable de l'assetjament i les agressions que pateix. Per exemple, en una cultura de la violació se li demana des d'un primer moment de la violació una resposta contundent sense tenir en compte les circumstàncies especials, com l'estat de xoc o l'instint de supervivència, i després se la culpa de sobreviure, es critica que pugui recuperar-se i fer vida normal, alhora que s'invisibilitza i no es tenen en compte processos de dissociació, estrès posttraumàtic o altres símptomes emocionals que pateixi.
La cultura de la violació s'emmarca en cultures basades en el patriarcat, com a causa primera del masclisme i de la violència contra les dones. Un símptoma d'aquest és el fet que poques persones de la societat occidental actual qüestionin l'ecologisme, el pacifisme o l'antiracisme mentre que sí que es faci amb el feminisme, sovint usant la típica frase "ni masclisme, ni feminisme", que denota, si no masclisme obertament acceptat, falta d'educació. El contrari al masclisme és la no opressió ni la dominació; és el respecte, la igualtat i la justícia. Una veritable educació en cultura de pau, igualtat i feminisme a dones i, especialment, als homes, podria reduir la cultura de la violació.

## Dret sexual
L'expressió "dret sexual" es va generalitzar l'any 2012 per a esmentar la idea que tenen algunes persones que els homes tenen el dret de tenir relacions sexuals amb qui vulguin i quan els vingui de gust, sense importar-li el desig ni el consentiment de l'altra persona. Forma part de la cultura de la violació. Això té l'efecte que un home violat és automàticament considerat "menys home". Pel que fa a les dones violades, implica que van ser elles les que van dir o fer alguna cosa que va provocar el desig del violador i que per tant tenen l'obligació de satisfer-lo.

## El dret en una cultura de la violació
El raonament masclista i la cultura de la violació argumenten que el dret és igualitari pels homes i les dones, seguint el model de binarisme de gènere, i que ho demostra el fet que ara les dones puguin votar i que a la Constitució es parli d'igualtat de les persones, independentment del seu sexe, religió o raça. Tanmateix, el pensament no-masclista, és a dir, feminista, qüestiona aquesta presumpta neutralitat i objectivitat del dret.
En efecte, el dret és una tecnologia del gènere i com a tal crea i reforça determinades concepcions dels gèneres, rols i estereotips a la societat. Així, durant un temps els comportaments de violència envers les dones, si afectaven a la seva sexualitat, eren tipificats com a atacs a l'honor de les seves famílies. El bé jurídic protegit reforçava la socialització de gènere, que inculcava que el pitjor que li pot passar a una dona és un atac a la seva sexualitat.
Posteriorment, la violència sexual s'ha englobat sota els delictes contra la llibertat i indemnitat sexual, evolucionant cap a una protecció dels drets i llibertats fonamentals de les víctimes, com ho és una sexualitat lliurement consentida. Però la violència sexual no es considera encara, legalment parlant, violència de gènere a l'ordenament jurídic espanyol ni al català. Aquesta configuració de delictes de violència sexual contribueix a reforçar la cultura de la violació.

## Societats sense cultura de la violació
Existeixen actualment algunes societats al món on no hi ha cultura de la violació. En elles, la violació no és acceptable de cap manera, sota cap circumstància, i les violacions són gairebé inexistents. Una d'elles és l'aixanti, caracteritzada per la igualtat de gèneres i respecte a les dones, de la qual no s'ha trobat cap rastre que indiqui que hi ha hagut cap violació.